# 让-雅克·卢梭
讓-雅克·盧梭（法語：Jean-Jacques Rousseau；1712年6月28日—1778年7月2日），啟蒙時代法國哲学家、政治学家、教育学家、作曲家与浪漫主义文学家，出生于日内瓦。其《科學和藝術的進步對改良風俗是否有益》及《論人類不平等的起源與基礎》深刻地影响了西方哲学的发展；其代表作《社會契約論》中所論述的人民主權及民主政治哲学思想的深遠影響可見於近代的啟蒙運動、法国大革命以至现代的政治、哲学還有教育思想。他認為不論是傳統和現代的公民社會，都一樣始於私人財產。
盧梭的小說作品《愛彌兒》是一部關於全人公民教育的哲學論文，对康德影响甚大。其言情小說《新爱洛伊斯》對前浪漫主義及浪漫主義時期的小說發展十分重要。不过，一些知名学者认为卢梭虽然预示了浪漫主义的诞生，但是其“现代文学姿态”其实早已“超越了感伤的浪漫主义”，而其崭新的语言观甚至“一直延续到了超现实主义那里”。
盧梭的自傳體作品《懺悔錄》是現代自傳的開端，而其文章《一個孤獨漫步者的遐想》也說明了十八世紀的一個「感性時代」（Age of Sensibility）運動，其特徵是更加注重主體性及自我反省，對現代寫作也有所影響。卢梭对于个体自由、本真自我和主体性存在等问题的强调为现代的存在主义哲学奠定了基础。
卢梭对现代社会的批判以及人类社会和语言起源等问题的研究不仅开创了“历史社会学”，深刻影响了后世的社会学和人类学，并且被认为预言了二十世纪的结构主义原理，甚至被视为后现代主义思想的先驱。
盧梭同時亦精通作曲和樂理，他发明了简谱，并作有七部歌劇以及若干其他形式的作品。其風格與克里斯托夫·維利巴爾德·格魯克及卡爾·飛利浦·愛馬努埃爾·巴哈屬於同一時期，融合了後巴洛克及古典時期的特徵。其著名作品有單幕歌劇《乡村中的占卜师》，其中一首為後來被貝多芬改編為獨立曲目的《Non, Colette n'est point trompeuse》。
1789年法國大革命后，盧梭成为雅各賓俱樂部中最受歡迎的哲學家，他在死後十六年（1794年）獲以國家英雄身份葬於巴黎先賢祠。

## 生平

### 童年

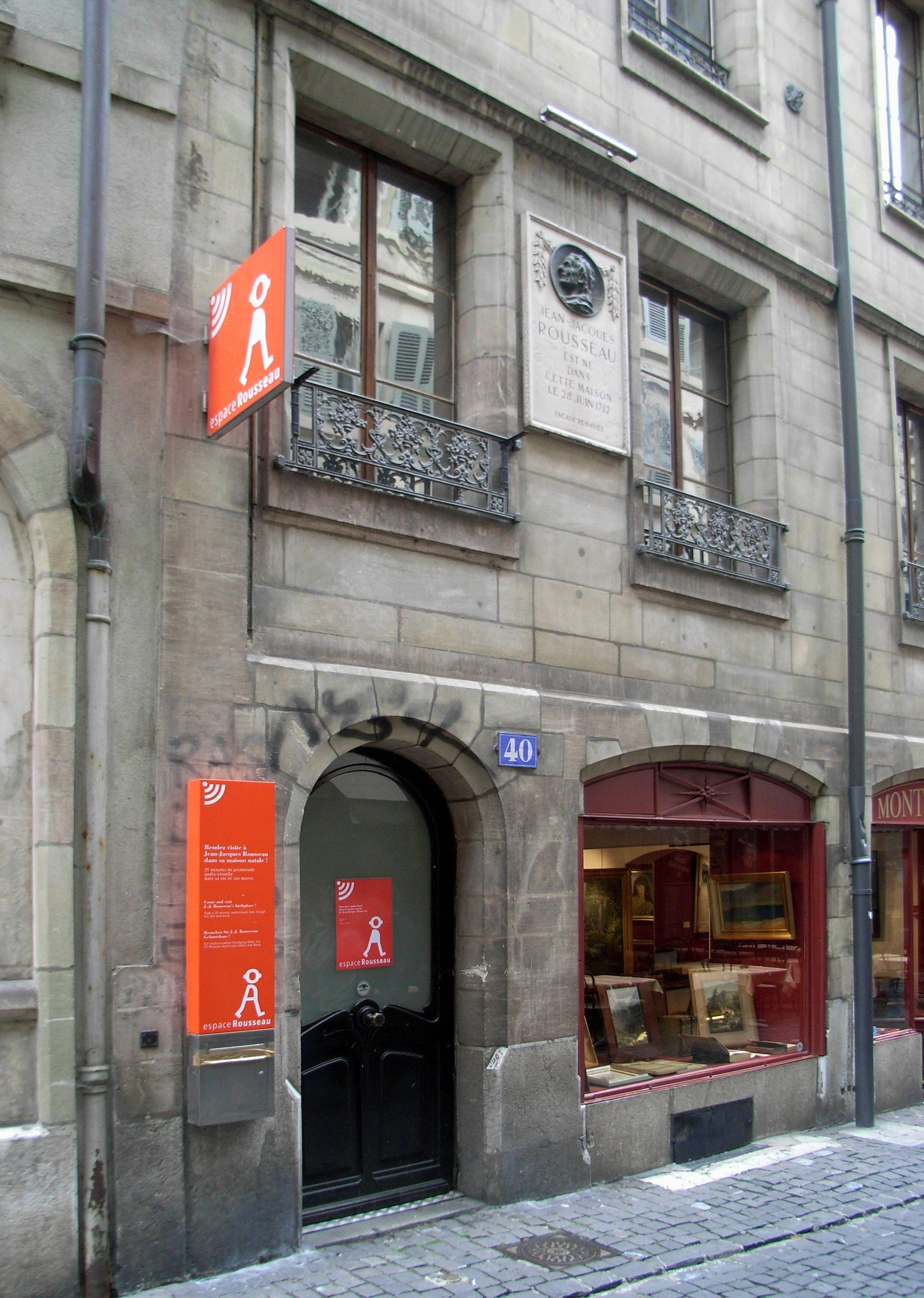
卢梭出生的房子

卢梭出生在日內瓦，當時是一個信奉新教的城市邦。自1536年起，日內瓦屬於加爾文主義的休京諾派。卢梭以前五代的祖先Didier是書商，因印製了新教的書籍，逃避天主教的迫害，在1549年來到日內瓦，並且成為酒商。
卢梭的家庭是日內瓦有投票權的中產階級，卢梭以他的家庭為傲，他一生當中，通常以以下的方式簽名「让·雅克·卢梭，日內瓦公民」（Jean Jacques Rousseau, Citizen of Geneva）。
卢梭的家族後來以製錶業為主，父親艾萨克·卢梭和他的祖父、兄弟都投身於製錶業，不過中間一度以教授舞蹈為生。
卢梭的母親蘇珊娜·貝爾納·盧梭（Suzanne Bernard Rousseau）出身於上流社會，由叔叔山繆·貝爾納撫養長大，山繆·貝爾納是新教的牧師，在蘇珊娜的父親在1695年過世後，山繆照顧貝爾納長大。蘇珊娜在31歲嫁以撒·卢梭，而以撒的姊妹在八年前和蘇珊娜的兄弟結婚，在婚前以撒的姊妹就已懷孕，因此受到羅馬教廷的批評。盧梭在幼年時就被灌輸有關他家中成年人情形的童話故事，年輕戀人的愛受到族長的反對，而後來顯出了他們的忠貞，最後愛情克服了一刻，他們的婚姻結合了二個家庭。卢梭從來不知道真相。
卢梭出生於1712年的6月28日，後來他寫道：「我出生時幾近死亡，很少人認為有希望把我救活。」。卢梭在1712年7月4日在天主堂中受洗，他的母親在他出生後九天就因為产褥热而過世，卢梭描述為：「我的第一個不幸。」

### 巴黎與百科全書派人士交往
年轻的卢梭去法国谋求发展，成为一位自命高雅的乡下贵妇人華倫夫人府中的仆人。他成为这位夫人的干儿子兼情人，学会了上流社会的礼仪，并改信天主教，在修道院生活了一段时间（后又重返新教）。
1742年，盧梭搬到巴黎。并在巴黎结识了狄德羅及孔狄亞克等許多著名思想家、學者，他們對盧梭產生很大的影響。
應德尼·狄德罗之邀，盧梭为《百科全書》撰寫音樂方面的内容，在狄德羅的鼓勵下，1749年10月盧梭以論文《科學和藝術的進步對改良風俗是否有益》參加第戎學院徵文，獲得名次，這使其在法國名聲大振，隨後第戎學院再次徵文，盧梭再次以《論人類不平等的起源與基礎》一文应征，雖未入選，但确立了他的名声。
1756年至1762年間，盧梭隱居在巴黎近郊，發表《社會契約論》、《愛彌兒》(1762)等書。
1745年，盧梭在巴黎時，与泰蕾兹·勒瓦瑟相识。后者成為他的情妇，并為他生了5个小孩。盧梭建議「為了泰蕾兹的名聲」，將小孩都送到育幼院去。

### 與百科全書派交惡
起初，法國啟蒙運動的自由主義作家中有幾位是盧梭的朋友，包括德尼·狄德罗和讓·達朗貝爾。但是他的思想與其他人出现嚴重的不合，盧梭反對伏爾泰在日內瓦建立一家劇院，指出劇院是傷風敗俗的學校，結果導致他和伏爾泰反目，成了終生的仇敵。此外，由於盧梭和百科全書派人士後來意見不合，使得《愛彌兒》一書出版，法國及整個歐洲掀起一片反盧梭浪潮，從此盧梭開始逃亡生活。

### 逃亡
卢梭有意捍衛信仰，但他非常地沮喪。他一度有些希望，但他發現他的言論會受到审查。在被迫逃亡可能被捕的情形下，他靠著盧森堡公爵及狄康德親王的協助下，逃到了受普魯士保護的納沙泰爾（今瑞士納沙泰爾）。他的保護者協助他的逃亡，讓他被禁的書以其他著作的名義，配上假的書名及封面，在法國出版。他在莫蒂埃城中尋得基思男爵的保護，他是腓特烈二世的地方代表，也是開明專制的擁護者。卢梭在莫蒂埃寫了《科西嘉岛制宪意见书》。

#### 在英國時（1765年）
卢梭在莫蒂埃的住處在1765年9月6日被丟擲石頭，因此卢梭和休謨選擇到英國避難，休謨在英格蘭史丹佛郡的Wootton地區的朋友鄉間別墅居住。卢梭和女友戴萊斯·雷瓦索都不懂英文，也沒有結交朋友。卢梭的情緒不太穩定，心理健康大幅的下降，開始出現偏執的幻想，認為休謨和其他人反對他，休謨在給朋友的信中提及「他顯然是瘋了。」。

#### 在法國時（1767年）
卢梭在1770年以前禁止進入法國，但他在1767年曾用假名進入法國。1768年時他和女佣兼情妇泰蕾兹·勒瓦瑟結婚，之前他一直稱泰蕾兹·勒瓦瑟為他的「管家」。泰蕾兹·勒瓦瑟不識字，但廚藝很好，這是他們共同的興趣之一。
1770年時卢梭和泰蕾兹·勒瓦瑟允許進入法國，但不允許出版著作。卢梭的《忏悔录》是在他死後四年才部份出版。在他死後他的作品才陸續出版。
1772年時卢梭受邀為波蘭立陶宛的新憲法提供建議，因此他寫了《論波蘭政府》這也是他最後的政治作品。他在1776年完成了《对话录：作为让-雅克的审判者的卢梭》，開始寫作《一個孤獨漫步者的遐想》。他除了寫作外，也複製音樂，研究植物學。
卢梭一生跌宕起伏，经历过无上荣誉，在饭馆端过盘子，也当过使馆随员。最后隐姓埋名居住在一个村子的茅屋里。因此卢梭除了是一个受宠的天才外，还是一位经历每一个社会阶层，从每一个社会层面观察社会的社会评论家。

#### 晚年
雖然卢梭是名人，但他的心理健康已讓他無法享受他的名望。一天早晨在巴黎東北邊的埃爾芒翁維爾，René de Girardin的別墅散步時，因中風而死，享年66歲。

## 哲学

### 倫理學
盧梭在《論科學與藝術》中指出，一切知識的根源都是邪惡。天文學源於迷信，辯論術源於仇恨，幾何學源於貪心，物理學源於虛榮，藝術源於奢侈，法律學源於不公義，歷史源於暴虐，乃至倫理學亦源於自大。
對於知識與道德的關係，對於盧梭而言，擁有知識令人變得虛偽。盧梭認為，自從擁有知識以來，人就變得彬彬有禮，習慣對其他人有禮貌，而導致缺乏美德的人，表面上亦看似擁有美德。這樣不單止令到所有人都因為遵從禮儀，而不敢展示出真正的自己，亦令到人難以真正認清其他人的真面目。真誠的友誼，真正的敬意，亦因人心難測而不復存在，而懷疑、恐懼、冷酷、戒備、憎恨、背叛，就一直隱藏在禮儀背後。
盧梭亦以蘇格拉底之觀點，指出擁有知識會令人變得自大。盧梭同意，蘇格拉底稱讚無知，鄙視知識，而追求美德。盧梭亦指出，擁有知識會令人損失時間，並且無可彌補。除損失時間外，盧梭認為，擁有知識亦會令人因重視金錢，而不重視美德，反而會以金錢數量，計算人的存在價值。這樣，至少三十個窮人方可以與一個富人有相同之價值。另外，盧梭指出，擁有知識之後，人就不再問其他人是不是正直，但會問其他人有沒有才能，評價一個人的價值，因而只取決於擁有知識，而忽視其他美德。
盧梭認為，擁有知識是壞事，所以人不應該追求知識：
「如果其等（指人類後代）讀到你，則你將不會令其等不確定，今日我等所討論之問題。除非其等比我等更加愚蠢，否則其等將會舉手向天，痛苦說出：『全能之神，手掌握人類之心靈，請將我等從我等祖先之知識與致死之藝術中，拯救出來，請賜回我等無知、無罪與貧窮。唯有此等特徵，方可以為我等帶來幸福……』」
卢梭在《爱弥儿》中提出，人的一切不幸都是源于过多的欲望。一个幸福的人是能控制自己欲望的人。
卢梭崇尚情感，認為情感高于理性，他認為理性會败坏人类道德，使人变得冷漠。

### 政治哲学
盧梭是著名的啟蒙思想家、哲學家及教育學家，他思想是法國大革命中雅各賓派的旗幟和處於革命中各國資產階級的福音，其中“人民主權”和“私有财产不可侵犯”的思想是他思想的精華和基本原則；《社會契約論》則是盧梭民主政治思想的集中表現。盧梭認為，人類最初處於原始的「自然狀態」，在這個時間，不存在私有制和不平等，人与人之间的冲突无法得到公正的解决，國家是因訂立契約而產生。人民是制訂契約的主體，由此他提出「人民主權」的思想，國家主權不能分割，也不能轉讓。一切主權的表現和運用必須表現人民的意志，法律是「公意」，在法律面前人人平等，君主不能高於法律。同样，法律保护每个人的劳动所得不受侵犯。
在哲學領域，盧梭於18世紀50年代發表的兩篇論文，確定他在哲學史上的地位，在《論人類不平等的起源與基礎》中，盧梭指出：「自然界中很少有不平等的現象，當今流行的不平等現象是人類在求生存和進步的過程中，人為逐漸衍生成的。
他的政治哲学思想甚至影響後來馬克思的資本論。

### 教育哲学
卢梭的《爱弥儿》是教育哲学上划时代的伟大作品，美国学者艾伦·布鲁姆将其视作为堪与柏拉图的《理想国》媲美的教育作品，而且卢梭在写作形式上进行了创新，首创教育小说的形式阐发教育思想。
卢梭的教育哲学与政治哲学相继融贯一体，《爱弥儿》裏卢梭提出了三种教育，一种是自然的教育，一种是事物的教育，一种是人的教育。卢梭认为好的教育者必须要根据人的自然本性施加教育，力图使这三种教育相对和谐而不相冲突。
卢梭的教育思想明显受到柏拉图、蒙田、约翰·洛克等人的影响，但他开创了自然主义教育的思想传统并进一步影响到后世的思想家诸如康德、杜威。

### 社會契約論與法國大革命
描述人和社會關係的《社會契約論》也許是盧梭最为人知的著作（卢梭本人最为欣赏的著作却是《爱弥儿》），其中開頭寫道“人是生而自由的，但卻無往不在枷鎖之中”。這本書於1762年出版，當時無人問津，但後來成為了反映西方傳統政治思想的最有影響力的著作之一。與他早期作品相反，盧梭認為自然狀態是沒有法律和道德的獸性狀態，好人是因為社會的出現才有的。自然狀態下，常有個人能力無法應付的境況，必須通過與其他人的聯合才能生存，因而大家都願意聯合起來。人們聯合在一起，以一個集體的形式而存在，這就形成了社會。社會的契約是人們對成員的社會地位的協議。

## 著作
- 《纳西瑟斯》（1729）
- 《论科学与艺术》(1749)
- 《乡村中的占卜师》（1752）
- 《论语言的起源》（1754）
- 《论人类不平等的起源与基础》(1755)
- 《新爱洛漪丝》(1761)
- 《社會契約論》（《民約論》）(1762)
- 《愛彌兒》(1762)
- 《以法莲的利未人》(1762)
- 《山中書簡（法语：Lettres écrites de la montagne）》(1763)
- 《科西嘉岛制宪意见书》
- 《皮格马利翁》（1770）
- 《论波兰政府》(1772)
- 《对话录：作为让-雅克的审判者的卢梭》(1775)
- 《懺悔錄》(1782)
- 《植物学通信》
- 《一个孤独散步者的梦》

### 翻譯
盧梭的著作在明治维新時期被中江兆民翻譯成日語，民國早年他的著作與思想傳入中國。